# 格洛拉11月10日体育场

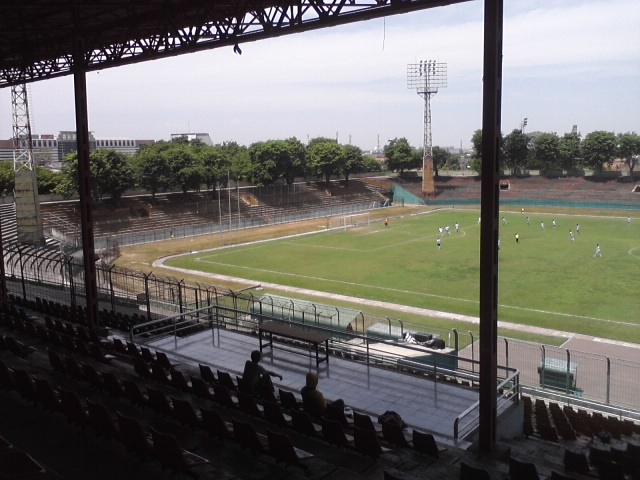

格洛拉11月10日体育场（印尼语：Stadion Gelora 10 November）是印尼东爪哇省泗水市的一个综合体育场，拥有多种比赛设施，主要用于足球比赛。该体育场可容纳30000人。该体育场曾举办过几次大型的活动，如2012年的第四届东盟学校运动会。